# Кравченко Василь Федорович
Кравченко Василь Федорович (23 червня 1921— 21 листопада 1960) — молодший лейтенант гвардії Робітничо-селянської Червоної Армії, учасник Німецько-радянської війни, Герой Радянського Союзу (1945).

## Біографія
Василь Кравченко народився 23 червня 1921 року в селі Погребище (нині — місто в Вінницькій області, Україна). Після закінчення шести класів школи працював цукроваром. У 1940 році Кравченко мобілізований до лав Робітничо-селянської Червоної Армії. З травня 1942 року — на фронтах Німецько-радянської війни. У 1943 році Кравченко закінчив курси молодших лейтенантів. До січня 1945 молодший лейтенант гвардії Василь Кравченко командував взводом автоматників 66-ї гвардійської танкової бригади 12-го гвардійського танкового корпусу 2-ї гвардійської танкової армії 1-го Білоруського фронту. Відзначився під час Вісло-Одерської операції.
У січні 1945 року взвод Кравченко, беручи участь в боях, знищив велику кількість ворожих солдатів і офіцерів, звільнив з концентраційного табору більш ніж 170 громадян СРСР і захопив ешелон з військовим вантажем. 2 лютого 1945 року Кравченко отримав важке поранення.
Указом Президії Верховної Ради СРСР від 24 березня 1945 молодший лейтенант гвардії Василь Кравченко відначений званням Героя Радянського Союзу з врученням ордена Леніна і медалі «Золота Зірка».
Після закінчення війни Кравченко був звільнений в запас. Проживав в Сизрані, працював в тресті їдалень. Раптово помер 21 листопада 1960 року.
Крім того, нагороджений орденом Вітчизняної війни 2-го ступеня й низкою медалей.